# Ram Bahadur Bomjon (Banjan)
Palden Dorje (nacido el 9 de abril de 1990, Ratanapuri, Nepal),(en sánscrito: राम बहादुर बामजान) (Bomjan, Banjan, o Bamjan, nombre monástico Palden Dorje y Dharma Sangha conocido por su seudónimo religioso: Ram Bahadur Bomjon (Banjan) es un monje budista del pueblo de Ratanapuri, zona de Bara, en Nepal. Después de su iniciación en el budismo (Pancha sheel) recibió el nombre Palden Dorje, es un miembro de la comunidad Tamang, estudiando en Lumbini y Dehradun y regresando a Nepal a la ciudad de Pokhara.

## Biografía
El tercer hijo de Maya Devi, labradores nepalíes, atrajo miles de visitantes y la atención de los medios de comunicación en 2005 por haber permanecido en meditación al pie de un árbol durante 10 meses, lo que le hizo obtener el apelativo "Joven Buda".
Según su familia y seguidores, el joven Ram Bahadur Bomjon intentó en dos intentos de iniciar períodos de meditación prolongada tras lo cual se adentró en el bosque cercano a su pueblo natal.
Sus familiares cercaron el lugar de estancia y organizaron con vecinos un comité destinado a evitar la interrupción de la meditación y recaudar fondos de sus seguidores.
Durante dicho proceso, sus seguidores indicaron que nadie había visto al joven Ram Bahadur Bomjon comer o beber, sus admiradores consideran que permaneció seis meses sin beber una gota (inedia).
El 13 de marzo de 2006 desapareció sin dejar rastro, muchos creían que había sido secuestrado, mientras que otros pensaban que se internó aún más en la selva para continuar su meditación. Finalmente, el 10 de noviembre de 2008 Bomjon reapareció y habló a un grupo de devotos en la remota jungla de Ratanpuri, 150 km al sudeste de Katmandú, cerca de Nijgadh.

## Controversias
La BBC citó un periódico local nepalés que reportó que Bomjon había admitido haber golpeado a algunos lugareños después de haber sido asaltado físicamente por ellos el 22 de julio de 2010. De acuerdo a éste reporte, el incidente tuvo lugar en el distrito de Bara y la policía estuvo envuelta en la investigación de diecisiete quejas. Bomjon fue citado diciendo que algunos lugareños ‘habían interrumpido su meditación subiendo a su plataforma, imitándolo, e intentando tomarlo del brazo’, y que luego fue, por ende, "forzado a golpearlos". De acuerdo al periódico, él alegó haberlos golpeado "dos o tres veces", mientras que ellos afirmaron haber sido agredidos en mayor grado. Bomjon se encontraba ayunando antes del incidente.